# 大叻大修院
明和大修院（Đại chủng viện Minh Hòa）是越南的一个罗马天主教神学院，培养神父，位于林同省大叻市。
2018年5月3日，成立的。越南主教团主席阮智灵总主教（Giuse Nguyễn Chí Linh）和阮文坎主教（Phêrô Nguyễn Văn Khảm）签署决定，成立这个大修院。就目前的结构而言，明和大修院实际上是春禄圣若瑟大修院的第二个基地.